# Senones (Vosgos)
 Senones  es una población y comuna francesa, en la región de Lorena, departamento de Vosgos, en el distrito de Saint-Dié-des-Vosges y cantón de Senones.
Fue la capital del principado de Salm-Salm desde 1751, hasta su anexión por la Primera República Francesa en 1793.

## Demografía
| 4120 | 4015 | 3882 | 3427 | 3157 | 2906 |
| Para los censos de 1962 a 1999 la población legal corresponde a la población sin duplicidades (Fuente: INSEE [Consultar]) |      |      |      |      |      |